# Józef Miączyński (1743–1793)
Józef Miączyński herbu Suchekomnaty (ur. 21 kwietnia 1743 w Sielcu na Wołyniu, zm. 22 maja 1793 w Paryżu) – starosta łosicki 1762–1778. Rotmistrz chorągwi pancernej (1766), generał brygady wojsk francuskich 1792 roku.

## Życiorys
Wnuk Atanazego Miączyńskiego, mąż Marie Françoise Chaboteaux,. Syn Antoniego Miączyńskiego i Doroty z Woronieckich.
Mając niecałe trzynaście lat, został starostą łosickim. W czasie bezkrólewia stanął po stronie Karola Radziwiłła i bił się pod Słonimiem (26 czerwca 1764 roku), z nim również uszedł za granicę. Po powrocie oddał swój głos z województwem wołyńskim na Stanisława Poniatowskiego. Przystąpił do konfederacji barskiej. Był oficerem zaopatrzeniowym konfederatów barskich w okolicach Jedlicza w 1769 r., a później został marszałkiem konfederackim województwa bełskiego. Współdziałał z Charles François Dumouriezem. 23 maja 1771 w bitwie pod Lanckoroną został pojmany przez Rosjan. Uciekł z niewoli. Członek konfederacji Andrzeja Mokronowskiego w 1776 roku i poseł na sejm 1776 roku z województwa czernihowskiego.
W listopadzie 1779 roku wyjechał do Paryża. W 1792 roku został dowódcą dywizji armii nadreńskiej, a następnie dowódcą lekkiego korpusu. Oskarżony o próbę pomocy Dumouriezowi w próbie przywrócenia monarchii, został zgilotynowany.